# Morad Mallouk
Morad Mallouk, właśc. Morad Malouk Mallouk (ur. 24 listopada 1996) – hiszpański futsalista, zawodnik z pola, wcześniej także piłkarz, w latach 2020–2021 zawodnik Red Devils Chojnice. 
Futsalową karierę zaczynał w katalońskim Grupo Elias Torrefarrera. W sezonie 2018/2019 zajął z Autobergamo Devo trzecie miejsce w rumuńskiej Liga I. Pierwszą część sezonu 2019/2020 spędził w katalońskim Grupo Elias Torrefarrera, zostając z dwudziestoma czterema bramkami na koncie królem strzelców mistrzostw Katalonii.  Przed drugą rundą sezonu 2019/2020 został zawodnikiem występującego w ekstraklasie klubu Red Devils Chojnice. Strzelając w pięciu meczach dziesięć bramek wraz z Jakubem Kąkolem był najskuteczniejszym zawodnikiem zespołu z Chojnic w sezonie 2019/2020.
Występował również jako piłkarz na poziomie Tercera División w zespołach Mollerusa F.C i Cabecense.